# بیلی بلچر
بیلی بلچر (انگلیسی: Billy Bletcher؛ ‏ ۲۴ سپتامبر ۱۸۹۴ – ۵ ژانویهٔ ۱۹۷۹) بازیگر و صداپیشه اهل ایالات متحده آمریکا بود. وی سالها صداپیشه شخصیت کارتونی پیت بود.

## گزیده فیلمشناسی
- خاله بیل (۱۹۱۶)
- یک رویداد چسبناک (۱۹۱۶)
- یکی هم زیادی است (۱۹۱۶)
- سرناد (۱۹۱۶)
- دلیران (۱۹۱۶)
- کشمکش چندجانبه (۱۹۱۶)
- پتنت لتر کید (۱۹۲۷)
- بیوهانکز (۱۹۳۱)
- زنان بریج‌باز (۱۹۳۲)
- دندان‌پزشک (فیلم ۱۹۳۲) (۱۹۳۲، کوتاه)
- دکتر دیوانه (فیلم ۱۹۳۳) (۱۹۳۳، کوتاه) (صداپیشه)
- آن زن به او بد کرد (۱۹۳۳)
- من و رفیقم (۱۹۳۳)
- سه خوک فسقلی (۱۹۳۳, کوتاه) (صداپیشه)
- گشت نیمه‌شب (۱۹۳۳, کوتاه) (صداپیشه)
- شکوه صبح (فیلم ۱۹۳۳) (۱۹۳۳)
- گرگ بزرگ بدجنس (۱۹۳۴, کوتاه) (صداپیشه)
- جشن هالیوود (۱۹۳۴) (صداپیشه)
- لمس طلایی (۱۹۳۵, کوتاه) (صداپیشه)
- سه گرگ کوچک (۱۹۳۶, کوتاه) (صداپیشه)
- دلفریب (۱۹۳۷)
- ارواح غمگین (۱۹۳۷, کوتاه) (صداپیشه)
- رنجر تنها (۱۹۳۸) (صداپیشه)
- کله‌پوک‌ها (۱۹۳۸) (صداپیشه)
- خوک به‌دردبخور (۱۹۳۹, کوتاه) (صداپیشه)
- رنجر تنها دوباره می‌راند (۱۹۳۹) (صداپیشه)
- جادوگر شهر از (فیلم ۱۹۳۹) (۱۹۳۹) (صداپیشه)
- دستری دوباره می‌راند (۱۹۳۹)
- پینوکیو (فیلم ۱۹۴۰) (۱۹۴۰)
- باک بانی دوباره می‌راند (۱۹۴۰)
- کپی (فیلم ۱۹۴۰) (۱۹۴۰)
- مزرعه ملودی (۱۹۴۰)
- دامبو (۱۹۴۱) (صداپیشه)
- سفرهای سولیوان (۱۹۴۱)
- دو هفته برای زندگی (۱۹۴۳)
- بوفالو بیل (فیلم) (۱۹۴۴)
- روح کانترویل (فیلم ۱۹۴۴) (۱۹۴۴)
- خانم پارکینگتون (۱۹۴۴)
- مردم بامزه هستند (فیلم) (۱۹۴۶)
- حکم (فیلم ۱۹۴۶) (۱۹۴۶)
- سندباد دریانورد (فیلم ۱۹۴۷) (۱۹۴۷)
- زندگی پنهان والتر میتی (فیلم ۱۹۴۷) (۱۹۴۷)
- هودینی (فیلم ۱۹۵۳) (۱۹۵۳)
- دستری (فیلم) (۱۹۵۴)
- زیبای خفته (فیلم ۱۹۵۹) (۱۹۵۹) (صداپیشه)
- پروفسور دیوانه (۱۹۶۳)
- فریب‌خورده (فیلم ۱۹۶۴) (۱۹۶۴)
- هارلو (فیلم پارامونت) (۱۹۶۵)
- تعقیب (فیلم ۱۹۶۶) (۱۹۶۶)
- سلام، دالی! (فیلم) (۱۹۶۹)
- یک اسب بگیر! (۲۰۱۳, کوتاه) (archival footage)